# Roques de Brunet
Les Roques del Brunet, és un cim de 1.322,7 metres d'altitud situat en el terme municipal de Conca de Dalt, al Pallars Jussà, dins de l'antic terme d'Hortoneda de la Conca, en l'àmbit de l'antic poble de Perauba.
Està situat a la part nord del terme, a llevant de l'antic enclavament dels Masos de Baiarri, al nord de la Torre de Perauba.